# Poliogryllus
Poliogryllus is een geslacht van rechtvleugeligen uit de familie krekels (Gryllidae). De wetenschappelijke naam van dit geslacht is voor het eerst geldig gepubliceerd in 1984 door Gorochov.

## Soorten
Het geslacht Poliogryllus  is monotypisch en omvat slechts de volgende soort:
- Poliogryllus fuliginatus (Chopard, 1962)